# Distant Cousins
 (août 2016).
Distant Cousins est un groupe de pop indépendante américain de Los Angeles, Californie. Formé en 2012, les membres du groupe sont Dov Rosenblatt, Duvid Swirsky, et Ami Kozak. Rosenblatt et Swirsky sont également membres des groupes de rock juif Blue Fringe et Moshav. Ils ont sorti leur premier EP homonyme le 16 septembre 2014, suivi d'un second EP du même nom en 2015. Plusieurs de leurs chansons ont été utilisées au cinéma, à la télévision ou dans des publicités.

## Histoire
Avant de former Distant Cousins, Dov Rosenblatt était le chanteur principal du groupe de rock juif Blue Fringe, tandis que Duvid Swirsky était membre fondateur du groupe Moshav. Swirsky, Rosenblatt et Kozak se sont rencontrés à Los Angeles en 2012, alors que leurs groupes respectifs jouaient un spectacle ensemble. En entendant When we Love, une chanson écrite par Swirsky et Rosenblatt, Kozak a offert de la produire, et les trois ont ensuite commencé à jouer ensemble.
Le nom Distant Cousins (littéralement « cousins éloignés ») est une référence à la familiarité des membres les uns avec les autres. Il a été utilisé pour la première fois pour l'écriture d'une chanson du film de 2013 Coffee Town.
Leur premier EP, intitulé Distant Cousins EP, est sorti le 16 septembre 2014.

## Apparition dans les médias
- Are You Ready (On Your Own) est présent sur la bande originale du film This Is Where I Leave You en 2014.
- Everybody Feels It a été utilisée dans une publicité pour la boisson gazeuse allemande Lift, sur le drame médical de NBC Heartbeat et dans la série Heartland de la CBC.
- On My Way a été utilisé dans la campagne de publicité de Macy's « Denim Nation ».
- Raise It Up apparaît dans les séries Graceland et Criminal Minds.
- Fly Away est utilisé dans la série Reign de la chaîne The CW .
- Burnin' Up est présent dans la bande annonce de la comité de Will Ferrell de 2015 : Daddy's Home.
- Something In The Air a été utilisée récemment dans la série This Is Us de la NBC.

## Discographie

### EPs
- Distant Cousins EP (16 septembre 2014)
- Distant Cousins EP (16 octobre 2015 ; Family First)

### Singles
- Raise It Up (1 août 2013)
- Everybody Feels It (5 juin 2014)
- Are You Ready (On Your Own) (19 septembre 2014)
- Burnin' Up (23 mars 2015)
- Your Story (feat. Jessie Payo de Jupiter Rising) (10 août 2015)
- Taste of Tomorrow (6 october 2015)

### Clips
- On My Way (2014 ; dir. Loïc Guilpain)[3]
- Your Story (2015 ; dir. Jon Danovic)
- For A Moment (2015)
- Burnin' Up (2016 ; dir. Nate Klein)